# Andreas Bloch (Maler)

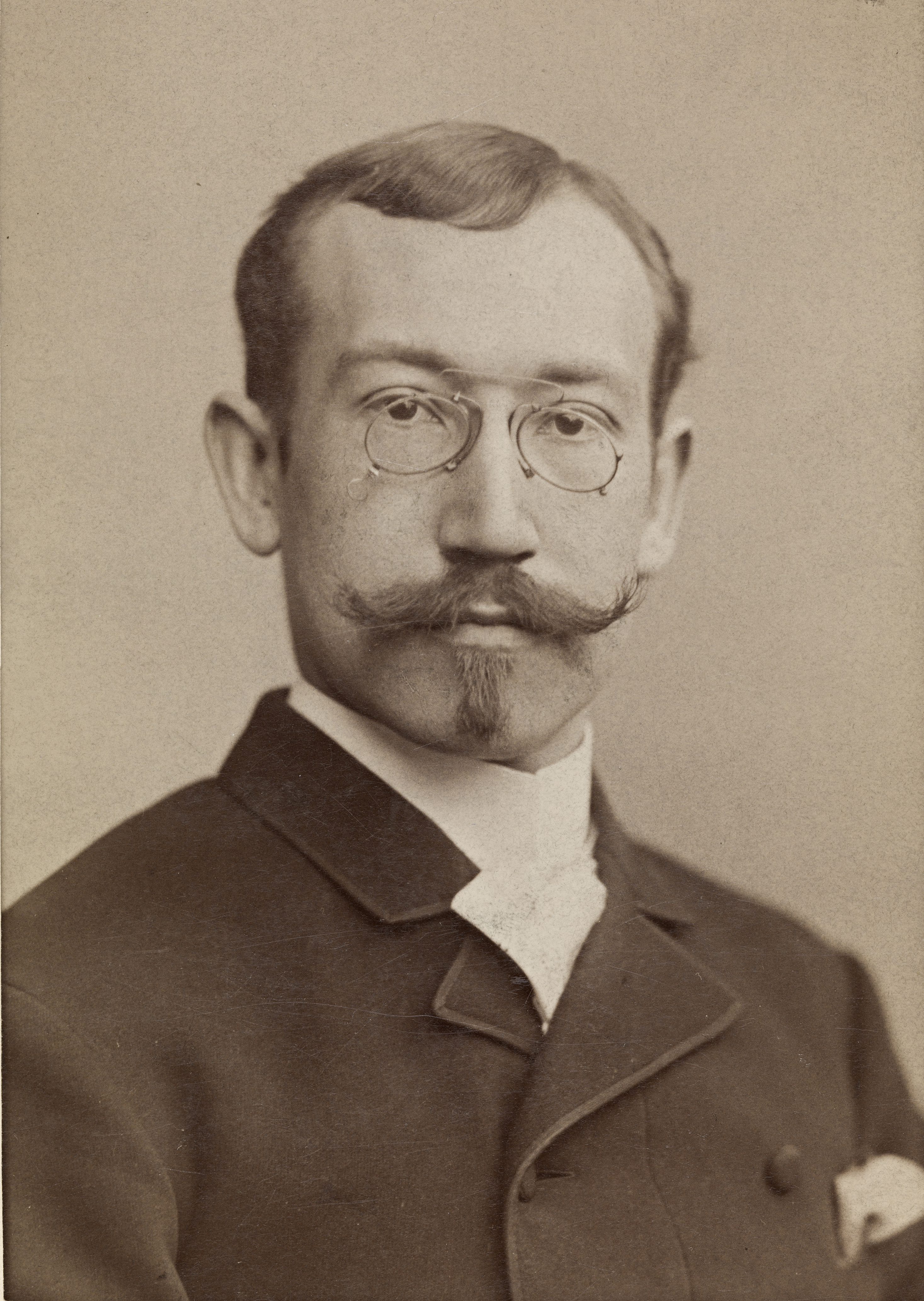
Andreas Bloch, Foto, 1884

Andreas Schelven Schroeter Bloch (* 29. Juli 1860 in Skedsmo, Akershus, Norwegen; † 11. Mai 1917 in Christiania, Norwegen) war ein norwegischer Porträt-, Historien- und Landschaftsmaler sowie Illustrator der Düsseldorfer Schule. Außerdem betätigte er sich als Kostümbildner sowie als Entwerfer von Plakaten und Wappen.

## Leben

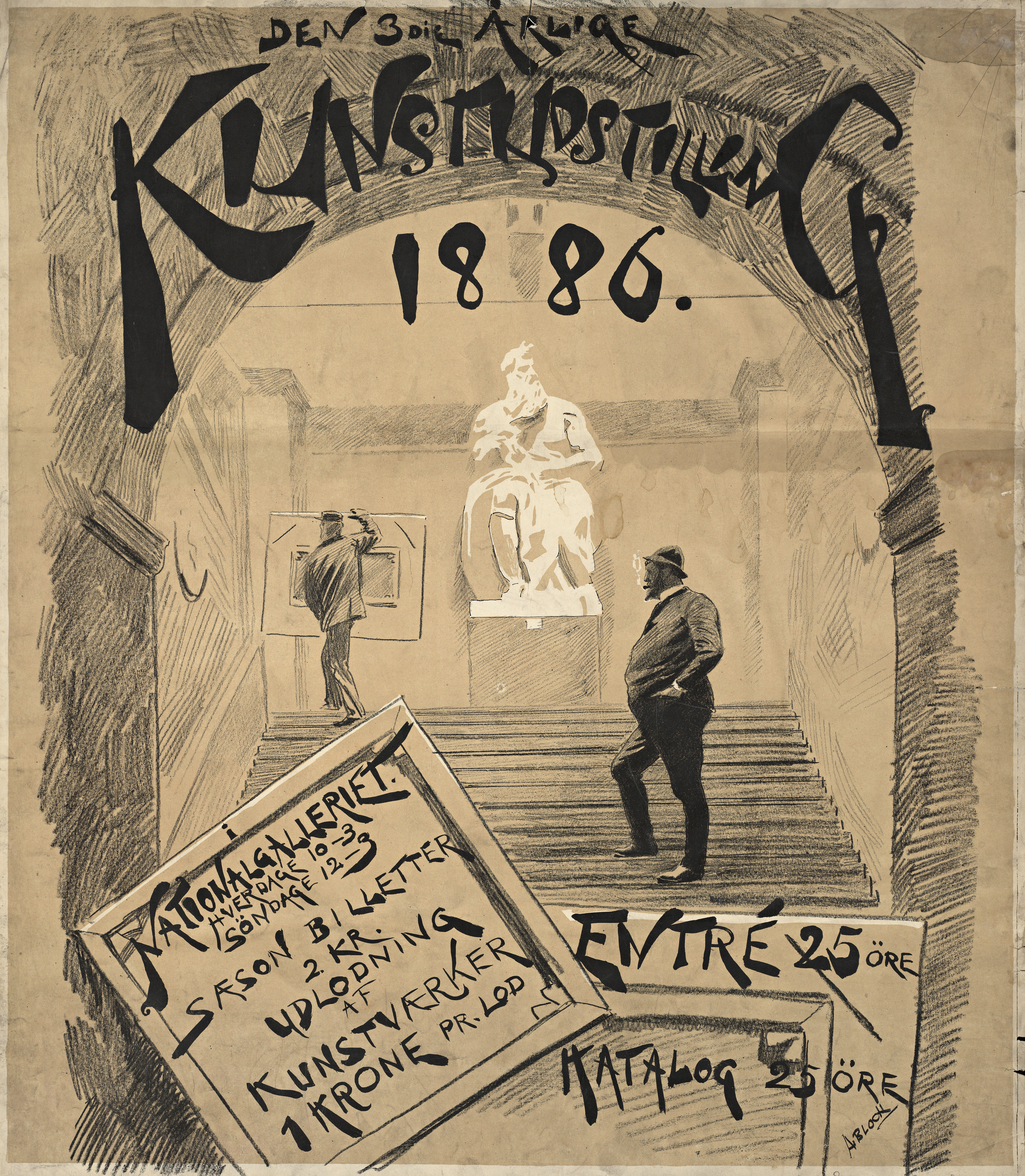
Den 3die Årlige Kunstudstilling 1886, Ausstellungsplakat

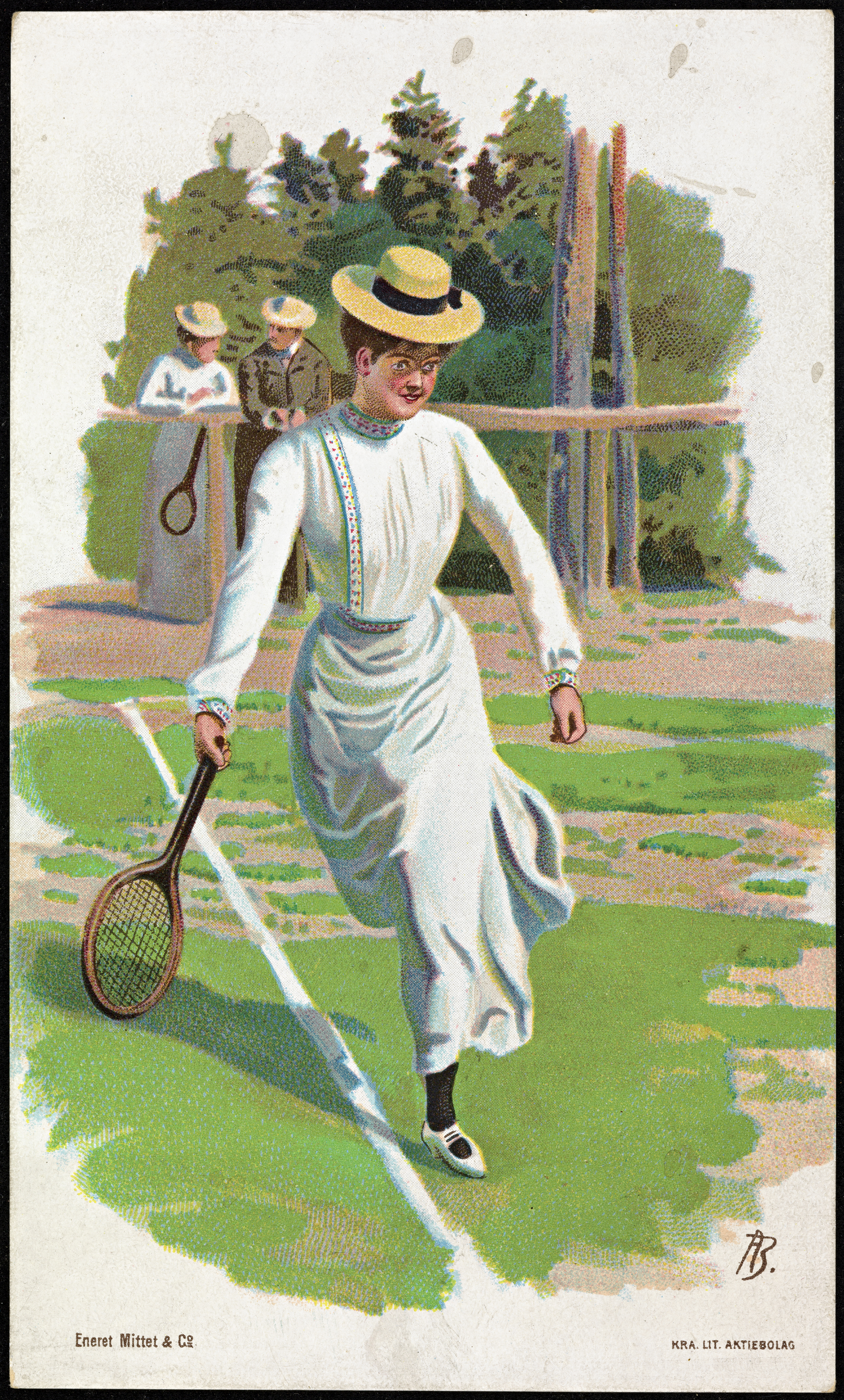
Tennisspielerin, Postkartenmotiv, um 1900

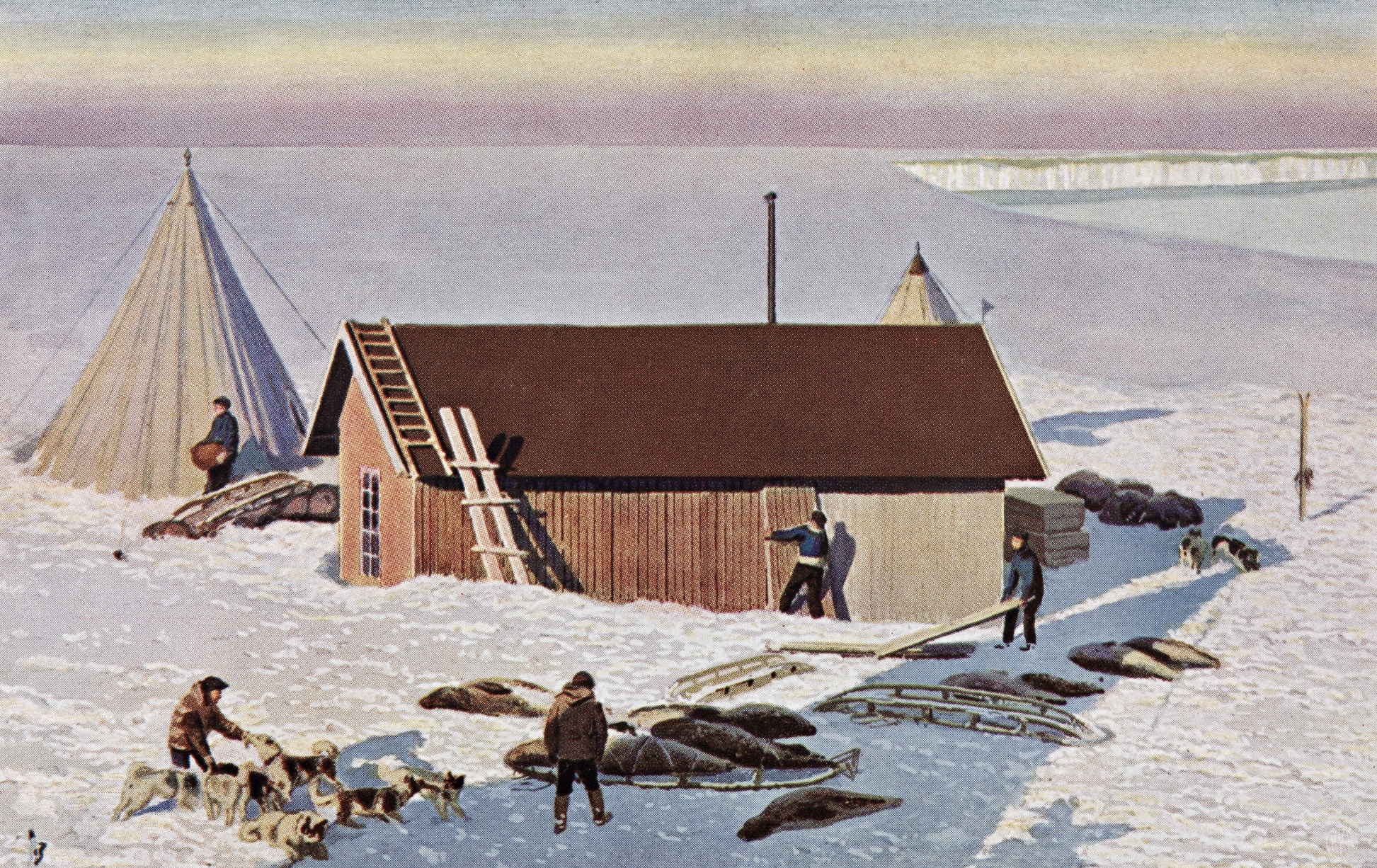
Framheim, Postkartenmotiv, 1911

Bloch wurde als Sohn des Infanteriehauptmanns, Zeichners und Kartografen Jens Peter Blankenborg Bloch (1817–1892) und dessen Frau Anne Julie Margrethe Schroeter (1827–1895) auf dem Hof Hellerud bei Skedsmo geboren. Von 1878 bis 1879 besuchte er in Christiania die Malerschule von Knud Bergslien, nachdem er zuvor bei dem Kulissenmaler Wilhelm Krogh (1829–1913) gelernt hatte. 1878 debütierte er auf einer Ausstellung in Bergen. Im Jahr 1880 ging Bloch nach Düsseldorf, wo er bis 1881 an der Königlich Preußischen Kunstakademie in der Natur- und Antikenklasse unter dem Historienmaler Peter Janssen dem Älteren Malerei studierte. Dieser beurteilte ihn als „hervorragend begabt“. Bloch unternahm Studienreisen nach Belgien (1882), zweimal nach Paris und nach Leipzig (1910).
1881 ließ er sich in Christiania nieder, wo er 1890 Ingeborg Elise Tellefsen (1869–1918) heiratete. Dort schuf er nur wenige Historienbilder, vielmehr etablierte er sich als Porträtmaler. Wie auch seine wenigen Landschaften zeigen seine Bildnisse eine naturalistische Formensprache. Hauptsächlich aber profilierte er sich als Illustrator durch Zeichnungen und Aquarelle. Er illustrierte sowohl Kinderbücher als auch Werke von wissenschaftlichen und populärwissenschaftlichen Autoren, insbesondere historische und militärhistorische Veröffentlichungen. Außerdem gehörten Karikaturen zu seinem Repertoire. Seit 1877 zeichnete er für das norwegische Satiremagazin Krydseren, später auch für Vikingen, Tyrihans, Korsaren und das Folkebladet (1887 bis etwa 1906). Ab den 1880er Jahren schuf er anspruchsvolle Plakate für Ausstellungen und andere Veranstaltungen. Ab 1899 wirkte er als Kostümbildner für das Nationaltheatret. Sein wappenkünstlerisches Interesse für Heraldik verschaffte ihm Aufträge für norwegische Stadtwappen. In den 1880er und 1890er Jahren war Bloch auf Herbstausstellungen in Christiania vertreten, 1883 auf einer Ausstellung in Kopenhagen, 1889 auf der Weltausstellung in Paris.